# Пролетарський район (Ростовська область)
Пролета́рський райо́н (рос. Пролетарский район) — район у південній частині Ростовської області Російської Федерації. Адміністративний центр — місто Пролетарськ.

## Географія
Район розташований у центрально-південній частині області, по правому березі річки Манич. На півночі межує із Мартиновським районом, на сході — із Орловським, на північному заході — із Семикаракорським та Веселівським, на заході та південному заході — із Сальським районом, на південному сході має кордон із Калмикією.

## Історія
Пролетарський район був утворений 1924 року. 1944 року до нього була приєднана частина ліквідованого Калмицького району. У період 1963-1965 років до району був приєднаний ліквідований на той час Орловський район. 1965 року приєднано 2 сільради Семикаракоринського району.

## Населення
Населення району становить 35832 особи (2013; 36510 в 2010).

## Адміністративний поділ
Район адміністративно поділяється на 1 міське та 9 сільських поселень, які об'єднують 1 місто та 24 сільських населених пункти:
| Поселення                          | Площа, км² | Населення, осіб (2010) | Центр             | Населені пункти |
| ---------------------------------- | ---------- | ---------------------- | ----------------- | --------------- |
| Будьонновське сільське поселення   | -          | 3010                   | Будьонновська     | 5               |
| Дальненське сільське поселення     | -          | 1733                   | Дальній           | 4               |
| Коврінське сільське поселення      | -          | 1177                   | Ковріно           | 3               |
| Мокроєльмутянське міське поселення | -          | 1267                   | Мокра Єльмута     | 3               |
| Ніколаєвське сільське поселення    | -          | 1538                   | Ніколаєвський 2-й | 4               |
| Пролетарське міське поселення      | -          | 20780                  | Пролетарськ       | 4               |
| Огнівське сільське поселення       | -          | 1095                   | Ганчуков          | 3               |
| Опенкинське сільське поселення     | -          | 2030                   | Опенки            | 5               |
| Сухівське сільське поселення       | -          | 2462                   | Сухий             | 3               |
| Уютненське сільське поселення      | -          | 1418                   | Уютний            | 1               |

### Найбільші населені пункти
| №  | Населений пункт   | Населення, осіб (2010) |
| -- | ----------------- | ---------------------- |
| 1  | Пролетарськ       | 20 267                 |
| 2  | Будьонновська     | 2 114                  |
| 3  | Сухий             | 2 028                  |
| 4  | Опенки            | 1 694                  |
| 5  | Уютний            | 1 418                  |
| 6  | Ковріно           | 978                    |
| 7  | Ніколаєвський 2-й | 978                    |
| 8  | Дальній           | 945                    |
| 9  | Ганчуков          | 679                    |
| 10 | Мокра Єльмута     | 596                    |

## Економіка
Район є сільськогосподарським, де працюють 18 колективних та понад 150 фермерських господарств. Вони займаються вирощуванням зернових, технічних культур та тваринництвом. Розвивається переробна галузь промисловості.